# Шустовы
Шустовы — российские купцы и солепромышленники, из крестьян; впоследствии русский дворянский род, восходящий к началу XVII века и записанный в VI часть родословной книги Курской губернии.
Построили коньячные заводы в Российской империи, на территории современной Армении, Украины (Одесса) и России (Москва).

## Происхождение рода
Шустовы были из дворцовых крестьян села Дединова Коломенского уезда, а родоначальником династии называют некоего Якова Шустова, изменившего свою фамилию после крещения, торговавшего солью на Волге и Оке. В 1670—1690-е годы Григорий Федорович и Василий Федорович Шустовы основали соляной промысел на реке Ленва в Соликамском уезде. К сентябрю 1696 года во владении Шустовых насчитывалось 32 варницы, 16 рассолоподъёмных труб, 13 соляных и несколько хлебных амбаров, более 110 дворов для работных людей. Годовая производительность Ленвенского усолья к концу XVII века достигала 2 миллиона пудов соли, которая на собственных судах Шустовых доставлялась по Каме и Волге в Нижний Новгород, где часть её продавалась на местном рынке, а часть отправлялась по Оке в Калугу, откуда шла на продажу в западные и юго-западные города. В 1695—1697 годах промыслы на Ленве были переданы Григорию Строганову.
Во времена правления Петра I, Шустовы уже были уважаемыми купцами, далеко не последними людьми в России. Поэтому Демидовы, претендовавшие на право называться самой старой торговой династией России, намного отстали от Шустовых.
Документы, относящиеся к началу XVIII века утверждают, что жили Шустовы в Москве и занимались соляной торговлей, у них были как собственные соляные месторождения, так и арендуемые государственные. Во время Северной войны, благодаря политике благотворительности (за открытие и поддержку госпиталей), Шустовы получили заказ на поставку продовольствия для армии и флота, что существенно подправило их финансовое положение.
Леонтий Архипович Шустов перебрался в Москву в 1802 году. Через несколько лет им было получено звание купца 3 гильдии. Служил дьяконом в церкви Николая Чудотворца в Кошелях. 

Купеческая деятельность Шустовых практически не прерывалась  до самого 1917 года.

## Компания «Н. Шустовъ и сыновья»
В начале XIX века глава семейства числился уже неторгующим купцом III гильдии, Шустовы больше не занимались соляным бизнесом и торговлей продовольствием.
В 1863 году Николай Леонтьевич Шустов основал компанию «Н. Шустовъ и сыновья», которая начала заниматься производством алкогольной продукции. Начиная с одной единственной курни на Маросейке, где стояли перегонный чан и прочее оборудование, к 1880 году московский завод Шустовых уже размещался на Пресненке, и имелись уже собственные склады и магазины.
В 1896 году торговый дом «Шустовъ и сыновья» был преобразован в паевое товарищество «Н. Л. Шустовъ съ Сыновьями». Во главе товарищества встал Николай Николаевич Шустов — старший сын Николая Леонтьевича.

## Коньячное производство
В 1899 году Николай Николаевич приобрел коньячный завод у Нерсеса Таиряна в Армении (в Эриваньской крепости), преобразованную позже в Ереванский коньячный завод. Младший брат Николая Николаевича — Василий, был отправлен во Францию, откуда привёз рецептуру и технологические карты производства французских коньяков. В тот же год было выкуплено Акционерное общество Черноморского виноделия.

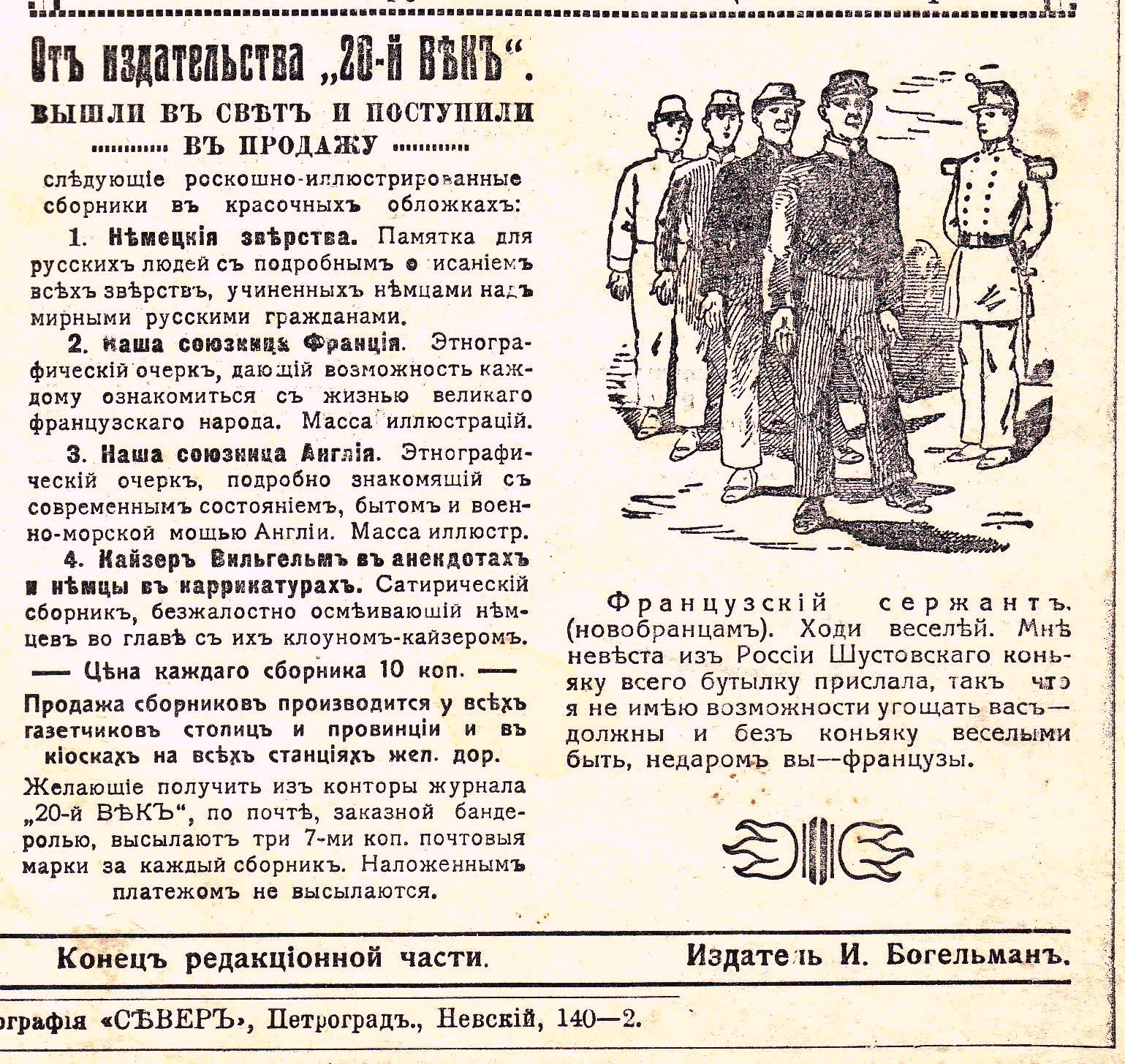
«Скрытая» реклама коньяка Шустова во время войны, 1914

Как и в случае с шустовской водкой, для утверждения на коньячном рынке Шустовы использовали ту же рекламную схему. Правда, если в первом случае, по кабакам ходили студенты, то здесь соответствующе выглядевшие агенты, ходили по дорогим ресторанам и уже там требовали шустовский коньяк.

## XX век
В 1912 году товарищество стало Поставщиком двора Его Императорского Величества Николая II. К 1914 году Шустов контролировал 30 % алкогольного производства в Российской империи и 44 % алкогольного экспорта. Суммарный оборот одних только коньячных заводов составлял более 2-х миллионнов рублей серебром в год:
- Ереванский завод — 1 млн. 200 тыс. руб.;
- Одесский завод — 700 тыс. руб.;
- Кишиневский завод — 400 тыс. руб.

Ещё большие доходы Шустовы получали от производства водок и настоек, среди которых были фирменные Шустовские «Зубровка», «Спотыкач», «Запеканка», «Ерофеич», «Рижский бальзам», «Рябина на коньяке», «Мандариновая», «Кавказский горный травник» и многие другие.
Однако, с началом Первой мировой войны, деятельность Шустовских заводов пошла на спад. В связи с войной была запрещена продажа алкогольных напитков, из-за чего, в частности, 20 июня 1914 года закрылся Одесский коньячный завод. Когда с революцией 1917 года коньячные заводы были национализированы специальным декретом большевистского правительства, братья Шустовы, чтобы вернуть хоть какие-то деньги, были вынуждены переработать неприкосновенный запас коньячных спиртов более чем столетней выдержки.
С становлением нового правительства братья Шустовы не уехали за границу. Николай Николаевич Шустов к этому моменту уже умер (19 января 1917 года, по данным газеты «Русские ведомости» он был похоронен на кладбище Алексеевского монастыря в Москве, ликвидированном в советские годы). Сергей Николаевич Шустов работал в Центросоюзе, Павел Николаевич Шустов в 1927 году выпустил книгу «Виноградные вина, коньяки, водки и минеральные воды».
В 2013 году при Одесском коньячном заводе был открыт музей коньячного дела Н. Л. Шустова.